# Winter-Paralympics 2022/Teilnehmer (Deutschland)
| stlisierte Goldmedaille | stlisierte Silbermedaille | stlisierte Bronzemedaille |
| ----------------------- | ------------------------- | ------------------------- |
| 4                       | 8                         | 7                         |

Deutschland nahm an den Winter-Paralympics 2022 in Peking vom 4. bis 13. März 2022 teil. 17 Athleten (9 Frauen, 8 Männer und 5 Guides) wurden nominiert. Es war die 13. Teilnahme in der paralympischen Geschichte des Landes an Paralympischen Winterspielen.
Als Fahnenträger für die Eröffnungsfeier wurden Anna-Lena Forster und Martin Fleig nominiert.

## Teilnehmer

### Biathlon
| Athlet                              | Klasse  | Wettbewerb            | Zeit        | Fehler | Platz  |        |        |        |
| Männer                              | Männer  | Männer                | Männer      | Männer | Männer | Männer | Männer | Männer |
| ----------------------------------- | ------- | --------------------- | ----------- | ------ | ------ | ------ | ------ | ------ |
| Alexander Ehler                     | LW 4    | 6 km, stehend         | 22:24,7 min | 7      | 16     |        |        |        |
| Martin Fleig                        | LW 11,5 | 6 km, sitzend         | 20:02,6 min | 1      | 5      |        |        |        |
| Martin Fleig                        | LW 11,5 | 10 km sitzend         | 31:23,7 min | 2      |        |        |        |        |
| Martin Fleig                        | LW 11,5 | 12,5 km, sitzend      | 48:51,6 min | 8      | 16     |        |        |        |
| Marco Maier                         | LW 8    | 6 km, stehend         | 17:03,4 min | 0      |        |        |        |        |
| Nico Messinger Robin Wunderle       | B 2     | 6 km, sehbehindert    | 19:05,1 min | 3      | 7      |        |        |        |
| Nico Messinger Robin Wunderle       | B 2     | 10 km, sehbehindert   | 39:27,1 min | 3      | 7      |        |        |        |
| Frauen                              |         |                       |             |        |        |        |        |        |
| Linn Kazmaier Florian Baumann       | B 3     | 6 km, sehbehindert    | 20:14,6 min | 1      |        |        |        |        |
| Linn Kazmaier Florian Baumann       | B 3     | 12,5 km, sehbehindert | 50:23,2 min | 1      |        |        |        |        |
| Johanna Recktenwald Valentin Haag   | B 2     | 6 km, sehbehindert    | 24:35,6 min | 2      | 7      |        |        |        |
| Johanna Recktenwald Valentin Haag   | B 2     | 10 km, sehbehindert   | 45:56,6 min | 3      | 4      |        |        |        |
| Johanna Recktenwald Valentin Haag   | B 2     | 12,5 km, sehbehindert | 57:00,8 min | 4      | 4      |        |        |        |
| Leonie Maria Walter Pirmin Strecker | B 2     | 6 km, sehbehindert    | 20:39,0 min | 1      |        |        |        |        |
| Leonie Maria Walter Pirmin Strecker | B 2     | 10 km, sehbehindert   | 40:56,2 min | 0      |        |        |        |        |
| Leonie Maria Walter Pirmin Strecker | B 2     | 12,5 km, sehbehindert | 52:27,6 min | 0      |        |        |        |        |
| Anja Wicker                         | LW 10,5 | 6 km, sitzend         | 23:17,5 min | 3      | 5      |        |        |        |
| Anja Wicker                         | LW 10,5 | 10 km, sitzend        | 35:45,3 min | 5      |        |        |        |        |
| Anja Wicker                         | LW 10,5 | 12,5 km sitzend       | 44:43,3 min | 0      | 4      |        |        |        |

### Ski Alpin
| Athlet                             | Klasse   | Wettbewerb                      | Lauf 1          | Lauf 1          | Lauf 2          | Lauf 2          | Gesamt          | Gesamt          |
| Athlet                             | Klasse   | Wettbewerb                      | Zeit            | Rang            | Zeit            | Rang            | Zeit            | Rang            |
| Männer                             | Männer   | Männer                          | Männer          | Männer          | Männer          | Männer          | Männer          | Männer          |
| ---------------------------------- | -------- | ------------------------------- | --------------- | --------------- | --------------- | --------------- | --------------- | --------------- |
| Christoph Glötzner                 | LW 2     | Riesenslalom, stehend           | nicht gestartet | nicht gestartet | nicht gestartet | nicht gestartet | nicht gestartet | nicht gestartet |
| Christoph Glötzner                 | LW 2     | Slalom, stehend                 | ausgeschieden   | ausgeschieden   | ausgeschieden   | ausgeschieden   | ausgeschieden   | ausgeschieden   |
| Leander Kress                      | LW 2     | Abfahrt, stehend                |                 |                 |                 |                 | ausgeschieden   | ausgeschieden   |
| Leander Kress                      | LW 2     | Riesenslalom, stehend           | 1:06,22 min     | 24              | 1:03,21 min     | 22              | 2:09,43 min     | 22              |
| Leander Kress                      | LW 2     | Super-Kombination, stehend      | 1:16,29 min     | 18              | 46,52 s         | 19              | 2:02,81 min     | 17              |
| Leander Kress                      | LW 2     | Super-G, stehend                |                 |                 |                 |                 | 1:18,32 min     | 27              |
| Leander Kress                      | LW 2     | Slalom, stehend                 | 56,78 s         | 34              | ausgeschieden   | ausgeschieden   | ausgeschieden   | ausgeschieden   |
| Frauen                             |          |                                 |                 |                 |                 |                 |                 |                 |
| Anna-Lena Forster                  | LW 12-1  | Abfahrt, sitzend                |                 |                 |                 |                 | 1:30,59 min     |                 |
| Anna-Lena Forster                  | LW 12-1  | Riesenslalom, sitzend           | 1:04,17         | 4               | 1:06,81         | 3               | 2:10,98         | 4               |
| Anna-Lena Forster                  | LW 12-1  | Super-Kombination, sitzend      | 1:26,44 min     | 4               | 44,93 s         | 1               | 2:11,37 min     |                 |
| Anna-Lena Forster                  | LW 12-1  | Super-G, sitzend                |                 |                 |                 |                 | 1:23,84 min     |                 |
| Anna-Lena Forster                  | LW 12-1  | Slalom, sitzend                 | 48,50 s         | 1               | 49,36 s         | 2               | 1:37,86 min     |                 |
| Anna-Maria Rieder                  | LW9-1    | Riesenslalom, stehend           | 1:00,90 min     | 7               | 1:02,84 min     | 4               | 2,03,74         | 5               |
| Anna-Maria Rieder                  | LW9-1    | Super-Kombination, stehend      | 1:21,49 min     | 6               | 46,51 s         | 3               | 2:08,00 min     | 4               |
| Anna-Maria Rieder                  | LW9-1    | Super-G, stehend                |                 |                 |                 |                 | 1:18,63 min     | 5               |
| Anna-Maria Rieder                  | LW9-1    | Slalom, stehend                 | 48,97 s         | 3               | 51,53 s         | 3               | 1:40,50 min     |                 |
| Noemi Ristau Paula Brenzel (Guide) | B 2      | Abfahrt, sehbehindert           |                 |                 |                 |                 | ausgeschieden   | ausgeschieden   |
| Noemi Ristau Paula Brenzel (Guide) | B 2      | Riesenslalom, sehbehindert      | 1:03,94 min     | 10              | 1:08,64 min     | 11              | 2:12,58 min     | 10              |
| Noemi Ristau Paula Brenzel (Guide) | B 2      | Super-Kombination, sehbehindert | disqualifiziert | disqualifiziert | disqualifiziert | disqualifiziert | disqualifiziert | disqualifiziert |
| Noemi Ristau Paula Brenzel (Guide) | B 2      | Super-G, sehbehindert           |                 |                 |                 |                 | 1:22,31 min     | 5               |
| Noemi Ristau Paula Brenzel (Guide) | B 2      | Slalom, sehbehindert            | 51,69 s         | 11              | 50,65 s         | 7               | 1:42,34 min     | 9               |
| Andrea Rothfuss                    | LW 6/8-2 | Abfahrt, stehend                |                 |                 |                 |                 | 1:23,71 min     | 4               |
| Andrea Rothfuss                    | LW 6/8-2 | Riesenslalom, stehend           | 59,28 s         | 4               | 1:02,63 min     | 2               | 2:01,91 min     |                 |
| Andrea Rothfuss                    | LW 6/8-2 | Super-Kombination, stehend      | disqualifiziert | disqualifiziert | disqualifiziert | disqualifiziert | disqualifiziert | disqualifiziert |
| Andrea Rothfuss                    | LW 6/8-2 | Super-G, stehend                |                 |                 |                 |                 | 1:22,35 min     | 9               |
| Andrea Rothfuss                    | LW 6/8-2 | Slalom, stehend                 | ausgeschieden   | ausgeschieden   | ausgeschieden   | ausgeschieden   | ausgeschieden   | ausgeschieden   |

### Skilanglauf
| Athlet                              | Klasse  | Wettbewerb                     | Zeit        | Platz  |        |        |        |        |
| Männer                              | Männer  | Männer                         | Männer      | Männer | Männer | Männer | Männer | Männer |
| ----------------------------------- | ------- | ------------------------------ | ----------- | ------ | ------ | ------ | ------ | ------ |
| Alexander Ehler                     | LW 4    | 10 km klassisch, stehend       | 37:34,0 min | 9      |        |        |        |        |
| Alexander Ehler                     | LW 4    | 20 km Freistil, stehend        | DNF         | DNF    |        |        |        |        |
| Martin Fleig                        | LW 11,5 | 12 km, sitzend                 | 49:53,9 min | 9      |        |        |        |        |
| Frauen                              |         |                                |             |        |        |        |        |        |
| Linn Kazmaier Florian Baumann       | B 3     | 7,5 km klassisch, sehbehindert | 41:40,8 min |        |        |        |        |        |
| Linn Kazmaier Florian Baumann       | B 3     | 15 km Freistil, sehbehindert   | 52:05,6 min |        |        |        |        |        |
| Johanna Recktenwald Valentin Haag   | B 2     | 7,5 km klassisch, sehbehindert | 46:14,4 min | 5      |        |        |        |        |
| Leonie Maria Walter Pirmin Strecker | B 2     | 15 km Freistil, sehbehindert   | 54:08,8 min |        |        |        |        |        |

| Athleten                            | Klasse  | Wettbewerbe                           | Qualifikation | Qualifikation | Halbfinale    | Halbfinale    | Finale        | Finale        | Rang |
| Athleten                            | Klasse  | Wettbewerbe                           | Zeit          | Rang          | Zeit          | Rang          | Zeit          | Rang          | Rang |
| ----------------------------------- | ------- | ------------------------------------- | ------------- | ------------- | ------------- | ------------- | ------------- | ------------- | ---- |
| Männer                              |         |                                       |               |               |               |               |               |               |      |
| Alexander Ehler                     | LW 4    | 1,5 km klassisch Sprint, stehend      | 2:56,15 min   | 11            | 3:38,70 min   | 5             | ausgeschieden | ausgeschieden | 10   |
| Marco Maier                         | LW 8    | 1,5 km klassisch Sprint, stehend      | 2:43,67 min   | 1             | 3:26,40       | 3             | 3:08,8 min    | 2             |      |
| Nico Messinger Robin Wunderle       | B 2     | 1,5 km klassisch Sprint, sehbehindert | 2:49,59 min   | 9             | ausgeschieden | ausgeschieden | ausgeschieden | ausgeschieden | 9    |
| Frauen                              |         |                                       |               |               |               |               |               |               |      |
| Linn Kazmaier Florian Baumann       | B 3     | 1,5 km klassisch Sprint, sehbehindert | 3:25,09 min   | 2             | 3:57,60 min   | 1             | 4:05,2 min    | 3             |      |
| Johanna Recktenwald Valentin Haag   | B 2     | 1,5 km klassisch Sprint, sehbehindert | 3:36,66 min   | 5             | 4:12,2 min    | 3             | ausgeschieden | ausgeschieden | 5    |
| Leonie Maria Walter Pirmin Strecker | B 2     | 1,5 km klassisch Sprint, sehbehindert | 3:35,34 min   | 4             | 4:09,00 min   | 2             | 4:18,40 min   | 4             | 4    |
| Anja Wicker                         | LW 10,5 | 1,1 km Sprint, sitzend                | 2:52,27 min   | 6             | 3:55,70 min   | 6             | ausgeschieden | ausgeschieden | 11   |

### Snowboard
- Matthias Keller
- Manuel Neß
- Christian Schmiedt